# Cristian Zaccardo
Cristian Zaccardo né le 21 décembre 1981 à Formigine en Italie, est un footballeur international italien qui évoluait au poste de défenseur central.

## Carrière

### En club
Né à Formigine en Italie, Cristian Zaccardo est formé par le Bologne FC. Il commence toutefois sa carrière au Spezia Calcio, en Serie C, où il est prêté lors de la saison 2000-2001.
Lors de l'été 2004, Cristian Zaccardo rejoint l'US Palerme, où il retrouve Francesco Guidolin, qui était son coach à Bologne.
Il joue son premier match pour Palerme le 12 septembre 2004, à l'occasion de la première journée de la saison 2004-2005 de Serie A, contre l'AC Sienne. Il est titularisé et son équipe l'emporte par un but à zéro.
En mai 2008, il quitte Palerme pour Wolfsburg. En août 2009, il retourne en Italie et signe un contrat de cinq ans avec Parme FC.
Le 24 janvier 2013, il est recruté pour trois ans et demi par le Milan AC en échange de Djamel Mesbah.
Le 31 août 2015, il rejoint Carpi pour deux ans.
Le 31 août 2016, il est prêté au Vicence Calcio pour une durée d'un an.
Le 4 octobre 2017, libre de tout contrat, il prend la direction de Malte afin de signer avec le Hamrun Spartans FC.
Le 9 juillet 2019, Cristian Zaccardo met un terme à sa carrière professionnelle.

### En sélection
Cristian Zaccardo honore sa première sélection avec l'équipe nationale d'Italie le 17 novembre 2004, lors d'un match amical face à la Finlande. Il est titularisé au poste d'arrière droit et son équipe s'impose par un but à zéro.
Zaccardo est retenu par le sélectionneur Marcello Lippi pour participer à la coupe du monde 2006. Il prend part à trois matchs durant ce mondial et devient champion du monde, les Italiens battant la France en finale.

## Palmarès

### Club
VfL Wolfsburg
- Champion d'Allemagne en 2009.

### Équipe nationale
- Vainqueur de la Coupe du monde 2006 (Italie).
- Vainqueur du Championnat d'Europe Espoirs 2004.
- International italien (17 sélections, 1 but) de 2004 à 2007[10].